# Louis Demellier
Louis Demellier est un homme politique français né le 7 avril 1862 à Vautebis (Deux-Sèvres) et mort le 12 octobre 1943 à Vautebis

## Biographie
Avocat, il entre rapidement en politique, devenant conseiller d'arrondissement en 1893, puis maire de Vautebis en 1904. Également conseiller général, il devient président du conseil général en 1924. Il conserve tous ses mandats locaux jusqu'à sa mort en 1943.
Il est député des Deux-Sèvres de 1906 à 1919, puis de 1924 à 1928. Il siège à gauche. Il entre au Sénat en 1929 et siège jusqu'en 1940. Ce fut un parlementaire assez peu actif. Le 10 juillet 1940, il ne prend pas part au vote des pleins pouvoirs au maréchal Pétain.

## Sources
- « Louis Demellier », dans le Dictionnaire des parlementaires français (1889-1940), sous la direction de Jean Jolly, PUF, 1960 [détail de l’édition]